# علی جوانمردی
علی جوانمردی (زادهٔ ۲۰ آبان ۱۳۵۴، در مهاباد) خبرنگار و مجری بخش فارسی صدای آمریکا و کنشگر سیاسی است. وی بیشترین فعالیت خبرنگاری خود را در اربیل گذراند و با مسعود بارزانی، فؤاد معصوم رئیس‌جمهور عراق و عبدالباسط الصیدا، رئیس شورای ملی سوریه مصاحبه داشته است. علی جوانمردی برنامه‌هایی را در طول هفته در اینستاگرام و فیس‌بوک و یوتیوب به صورت زنده پخش می‌کند. او جزو منتقدین حکومت جمهوری اسلامی ایران است.
علی جوانمردی گزارشگر خاورمیانه تلویزیون صدای آمریکا، گزارش‌هایی را از سوریه، ترکیه، عراق و نیز از خط مقدم نبرد علیه داعش تهیه کرده است. وی در گذشته، عضو حزب دموکرات کردستان ایران بود.
او با نادیا مراد برنده جایزه صلح نوبل و گروهی دیگر از دختران کرد ایزدی که قربانی تجاوز داعش بودند مصاحبه کرد.
علی جوانمردی بنیان‌گذار رسانه «آواتودِی»، در راستای مبارزه با براندازی فعالیت می‌کند. جوانمردی، مانند گذشته، در نشست دموکراسی‌خواهان در استکهلم بر به چالش کشیدن رژیم جمهوری اسلامی تأکید کرد.